# Velika loža Nizozemske
Velika loža Nizozemske je prostozidarska velika loža na Nizozemskem, ki je bila ustanovljena 26. decembra 1756.
Združuje 163 lož, ki imajo skupaj 6.673 članov.